# 阿穆南德罗斯
阿穆南德罗斯（？—前189年），（公元前210年—公元前189年在位）阿撒马尼亚（介于马其顿与埃托利亚之间）王，曾于公元前209年斡旋于腓力五世与埃托利亚之间。在第二次马其顿战争时期，作为罗马的盟友，他介入罗马、希腊之间的冲突。公元前192年至公元前191年，他成为安条克三世与埃托利亚人抵抗罗马及腓力的盟友，他被腓力逐出王国，后在埃托利亚人的帮助下于公元前189年复位，不久去世。